# Иосса, Николай Александрович
Николай Александрович Иосса (1845, Красноуфимский уезд — 1916/1917, Петроград) — русский учёный-горный инженер и металлург. Директор Горного института (1900—1901), председатель Горного учёного комитета (с 1907), первый председатель Русского металлургического общества (1910). Заслуженный профессор. Тайный советник.

## Биография
Родился 7 (19) мая 1845 года на Артинском горном заводе (Красноуфимский уезд, Пермская губерния), в семье горного инженера Александра Андреевича Иоссы.
В 1865 году окончил Институт Корпуса горных инженеров, третьим в выпуске.
Работал на Златоустовских металлургических заводах, где принимал участие в опытных плавках железа и стали по способу Бессемера. Преподавал металлургию в горном училище Екатеринбурга.
С 1871 года преподавал на кафедре металлургии Горного института, с 1882 года — профессор.
Кроме этого, в 1872 году он преподавал металлургию в технологическом институте.
Консультировал работы по модернизации Демидовских заводов, разработал оригинальные проекты домен.
С 1885 года член Горного учёного комитета, с 1907 года — его председатель.
Был помощником управляющего Санкт-Петербургской пробирной палатой и лабораторией Министерства финансов; 19 августа 1888 года произведён в действительные статские советники.
В 1891 году стал инспектором Горного института, а затем его директором (1900—1901) и заслуженным профессором.
С 1900 года, находясь на посту директора Горного Департамента, занимался созданием Сучанского каменноугольного предприятия, развитием учреждений Кавказских минеральных вод, реорганизацией горного образования, охраной труда и социальным обеспечением горнозаводских рабочих.
Автор многих статей в Горном Журнале.
Учредитель и первый председатель Русского металлургического общества (1910).
Умер 31 декабря 1916 (13 января 1917) года в Петрограде, в чине тайного советника. Похоронен на Смоленском православном кладбище, участок 42.

## Награды
- орден Св. Станислава 2-й ст. (1883)
- орден Св. Анны 2-й ст. (1886)

## Адреса в Санкт-Петербурге
- Кадетская линия В.О., дом 9